# Zoumana Coulibaly (Fußballspieler)
Zoumana Coulibaly (* 4. September 2001) ist ein malischer Fußballspieler.

## Karriere

### Verein
Mitte August 2022 wechselte Coulibaly vom Djoliba AC zu Afrique Football Elite. In seiner Zeit bei Djoliba wurde er in der Gruppenphase des CAF Confederation Cup 2019/20 ein Mal gegen al-Nasr Benghazi eingesetzt.

### Nationalmannschaft
Im Sommer 2023 nahm er mit der malischen U23 am Afrika-Cup 2023 teil, kam dort aber nicht zum Einsatz. Am Ende erreichte er mit seinem Team den dritten Platz, womit es sich für das Turnier der Olympischen Spiele 2024 in Paris qualifizierte.